# دوري لوكسمبورغ الوطني 2004–05
دوري لوكسمبورغ الوطني 2004–05 (بالفرنسية: Championnat du Luxembourg de football 2004-2005)‏ هو الموسم 91 من دوري لوكسمبورغ الوطني. أشرف على تنظيمه اتحاد لوكسمبورغ لكرة القدم، وكان عدد الأندية المشاركة فيه 12، وفاز فيه إف91 دوديلانج.